# Catada glomeralis
Catada glomeralis är en fjärilsart som beskrevs av Walker 1858. Catada glomeralis ingår i släktet Catada och familjen nattflyn. Inga underarter finns listade i Catalogue of Life.